# البرز حاجی‌پور
البرز حاجی‌پور (زاده ۲۰ شهریور ۱۳۵۲ - مسجد سلیمان) داور سابق فوتبال اهل ایران است. وی در سال ۱۳۷۳ داوری را شروع کرده و سال ۱۳۹۶ از داوری خداحافظی کرد.